# Spirostreptus limbatus
Spirostreptus limbatus är en mångfotingart som beskrevs av Porath 1872. Spirostreptus limbatus ingår i släktet Spirostreptus och familjen Spirostreptidae. Inga underarter finns listade i Catalogue of Life.